# Saint-Branchs
Saint-Branchs település Franciaországban, Indre-et-Loire megyében. Lakosainak száma 2632 fő (2022. január 1.). Saint-Branchs Cormery, Esvres, Louans, Sainte-Catherine-de-Fierbois, Sorigny, Veigné és Tauxigny-Saint-Bauld községekkel határos.

## Népesség
A település népessége az elmúlt években az alábbi módon változott:
| Lakosok száma | 1621 | 1707 | 2103 | 2324 | 2588 | 2594 | 2607 | 2625 | 2628 | 2632 |
|               | 1968 | 1982 | 1990 | 2006 | 2013 | 2015 | 2017 | 2019 | 2020 | 2022 |